# Opus vittatum

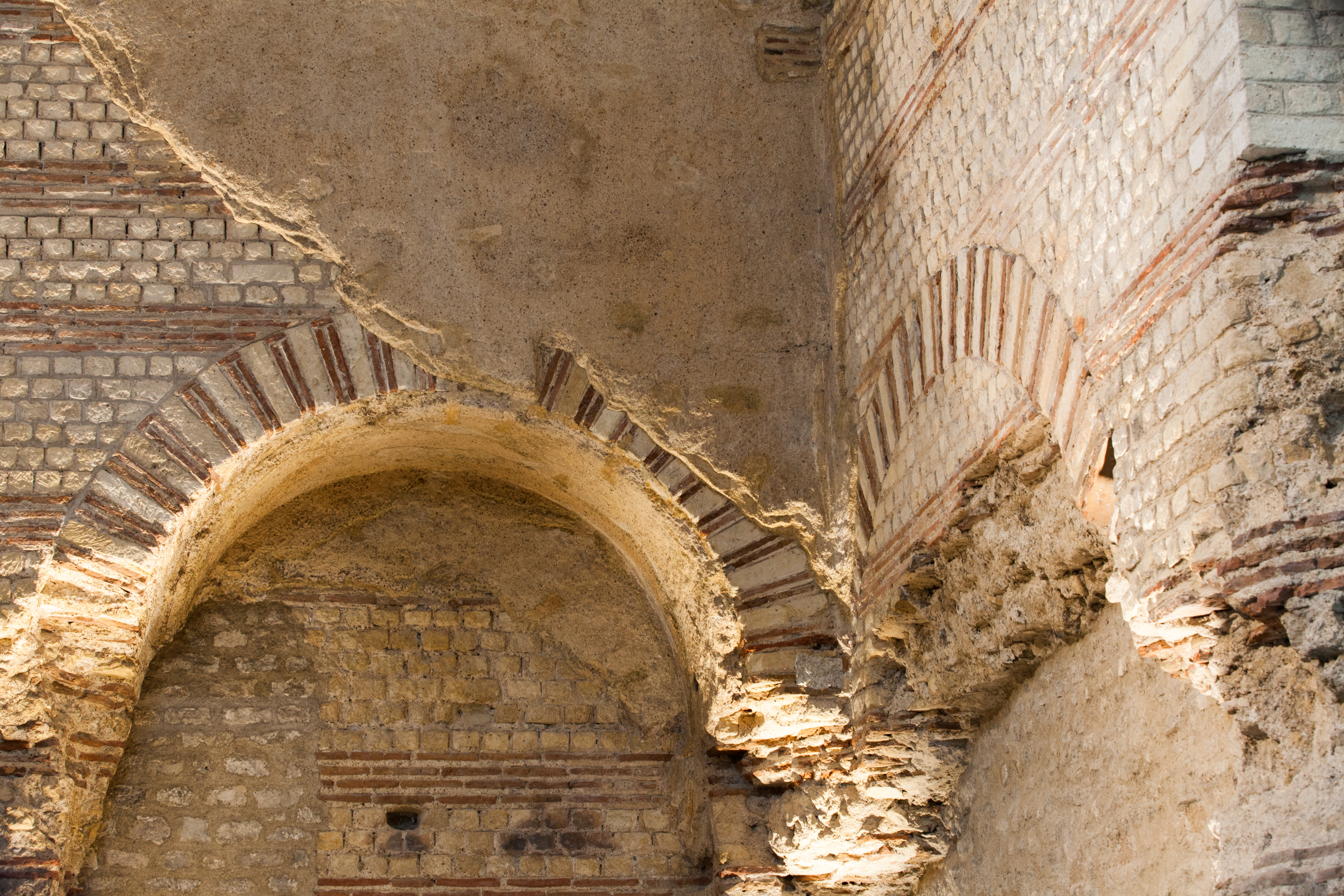
Exemplu de opus vittatum la termele de la Cluny.

Opus vittatum a fost o tehnică de zidărie romană. A apărut în secolul al IV-lea și constă în pietre sau cărămizi de mici dimensiuni amplasate în mod succesiv în linii paralele.